# Leander (crustacé)
Pour les articles homonymes, voir Leander (homonymie).
Genre
Synonymes
- genre Cryptoleander Gurney & Lebour, 1941[2]
- sous-genre Palaemon (Leander) Desmarest, 1849[2]

Leander est un genre de crevettes de la famille des Palaemonidae.

## Liste des espèces
Selon World Register of Marine Species (1er juin 2024) :
- Leander kempi Holthuis, 1950
- Leander manningi Bruce, 2002
- Leander paulensis Ortmann, 1897
- Leander plumosus Bruce, 1994
- Leander tenuicornis (Say, 1818)